# O’Byrne (1919)
O’Byrne (SC5) – francuski okręt podwodny z okresu międzywojennego, jednostka prototypowa swojego typu. Pierwotnie została zamówiona przez Rumuńską Marynarkę Wojenną, jednak została podczas budowy zarekwirowana przez rząd Francji. Okręt został zwodowany 22 maja 1919 roku w stoczni Schneidera w Chalon-sur-Saône, a do służby w Marine nationale wszedł w 1921 roku. Jednostka służyła na Morzu Śródziemnym, a z listy floty została skreślona w lipcu 1935 roku.

## Projekt i budowa
Okręt zamówiony został przed wybuchem I wojny światowej przez Rumuńską Marynarkę Wojenną. Jednostkę zaprojektował inż. Maxime Laubeuf. W 1917 roku okręt został zarekwirowany przez rząd francuski i ukończony z powiększonym kioskiem oraz mostkiem.
„O’Byrne” zbudowany został w stoczni Schneidera w Chalon-sur-Saône. Stępkę okrętu położono w kwietniu 1917 roku, został zwodowany 22 maja 1919 roku, a do służby w Marine nationale przyjęto go w 1921 roku. Otrzymał nazwę na cześć francuskiego dowódcy okrętu podwodnego „Curie” Johna O’Byrne’a, który 20 grudnia 1914 roku dostał się do austro-węgierskiej niewoli, a po wypuszczeniu na wolność zmarł w 1917 roku. Jednostka otrzymała numer burtowy SC5.

## Dane taktyczno–techniczne
„O’Byrne” był średniej wielkości okrętem podwodnym o konstrukcji dwukadłubowej. Długość całkowita wynosiła 52,4 metra, szerokość 4,7 metra i zanurzenie 2,7 metra. Wyporność w położeniu nawodnym wynosiła 342 tony, a w zanurzeniu 513 ton. Okręt napędzany był na powierzchni przez dwa czterosuwowe silniki wysokoprężne Schneider-Carels o łącznej mocy 1020 koni mechanicznych (KM). Napęd podwodny zapewniały dwa silniki elektryczne Schneider o łącznej mocy 400 KM. Dwuśrubowy układ napędowy pozwalał osiągnąć prędkość 14 węzłów na powierzchni i 8 węzłów w zanurzeniu. Zasięg wynosił 1850 Mm przy prędkości 10 węzłów (lub 875 Mm przy 12 węzłach) w położeniu nawodnym oraz 55 Mm przy prędkości 5 węzłów pod wodą.
Okręt wyposażony był w cztery dziobowe wyrzutnie torped kalibru 450 mm, z łącznym zapasem 6 torped. Uzbrojenie artyleryjskie stanowiło działo pokładowe kal. 47 mm M1902 L/50.
Załoga okrętu składała się z 2 oficerów oraz 23 podoficerów i marynarzy.

## Służba
„O’Byrne” cały okres swojej służby spędził na Morzu Śródziemnym. Jednostkę skreślono z listy floty w lipcu 1935 roku.